# 두릅나무
두릅나무(Aralia elata, 영어: Korean angelica-tree)는 한국·일본·중국 등지에 분포하는 낙엽활엽 관목으로 산기슭의 양지쪽이나 골짜기에서 자란다.

## 이름
두릅나무는 향약본초에 지두을호읍으로 기록된 데서, 또는 목두채에서 둘훕이 유래되었고 이것이 두릅으로 변했다는 기록이 있으며, 동의보감 탕액편에는 둘옵<둘훕으로 기재되어 있다. 목말채·모두채라고도 한다. 한편, 조기 등의 물고기를 짚으로 한 줄에 10마리씩 두 줄로 엮은 것을 두름이라고 하는데, 지리산 지역에서는 현재도 산나물 중 두릅나물만 유일하게 조기나 굴비를 엮듯이 엮어서 판매하고 있다. 이것 또한 두릅나무의 이름 유래라 할 수 있다.
독특한 향이 있어서 산나물로 먹으며 땅두릅과 나무두릅이 있다. 땅두릅과 나무두릅을 모두 두릅이라고 하지만 두 가지는 다르게 사용된다. 땅두릅은 4~5월에 돋아나는 새순을 땅을 파서 잘라낸 것이고 나무두릅은 나무에 달리는 새순을 말한다.

## 생김새
높이는 3-4m이며 줄기는 그리 갈라지지 않으며 억센 가시가 많다.  잎은 어긋나고 길이 40-100cm로 엽축과 작은잎에 가시가 있다.  작은잎은 넓은 난형 또는 타원상 난형으로 끝이 뾰족하고 밑은 둥글다. 잎 길이는 5-12cm, 나비 2-7cm로 큰 톱니가 있고 앞면은 녹색이며 뒷면은 회색이다.  8-9월에 가지 끝에 길이 30-45cm의 산형꽃차례를 이루고 백색 꽃이 핀다.  꽃은 흰색이고, 양성이거나 수꽃이 섞여 있으며 지름 3mm 정도이다.  꽃잎·수술·암술대는 모두 5개이며, 씨방은 하위이다. 열매는 핵과로 둥글고 10월에 검게 익으며, 종자는 뒷면에 좁쌀같은 돌기가 약간 있다.

## 쓰임새
두릅은 두릅나무에 달리는 새순을 말한다. 독특한 향이 나는 산나물이다. 목말채·모두채라고도 한다. 독특한 향이 있어서 산나물로 먹으며, 땅두릅과 나무두릅이 있다. 땅두릅은 4∼5월에 돋아나는 새순을 땅을 파서 잘라낸 것이고, 나무두릅은 나무에 달리는 새순을 말한다. 자연산 나무두릅의 채취량이 적어 가지를 잘라다가 하우스 온상에 꽂아 재배하기도 한다. 나무두릅은 전북특별자치도 순창군이 독보적이며 그 뒤를 전라남도와 경상남도가 바짝 뒤쫓고 있고, 땅두릅은 강원도와 충청북도 지방에서 많이 재배한다.

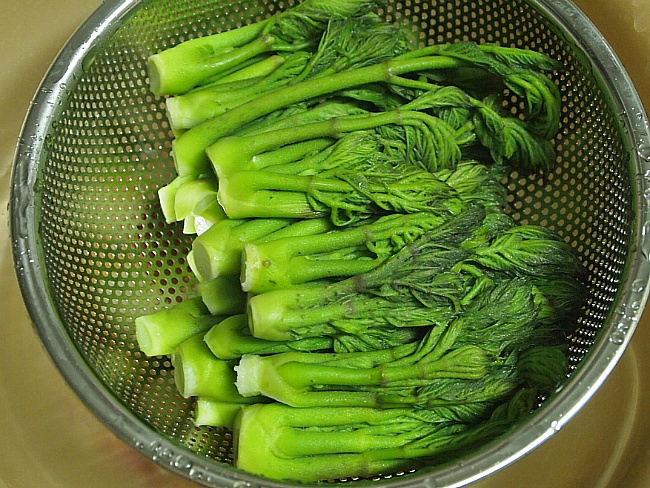
두릅을 데쳐서 채반에 담아놓았다.

살짝 데쳐서 초고추장에 무치거나 찍어 먹는다. 데친 나물을 쇠고기와 함께 꿰어 두릅적을 만들거나 김치·튀김·샐러드로 만들어 먹는다. 오래 보관하기 위해 소금에 절이거나 얼리기도 한다.
생약의 총목피는 나무껍질을 말린 것이며, 한방에서는 열매와 뿌리를 해수·위암·당뇨병·소화불량 등에 사용한다.

## 같이 보기
- 땅두릅